# Странский, Йозеф (виолончелист)
Йозеф Странский (нем. Josef Stransky; 9 августа 1810 года, Вена — 1890, там же) — австрийский виолончелист и композитор.
В 1829—1834 гг. учился в Венской консерватории. Концертмейстер виолончелей в Венской придворной опере. Участвовал в камерных концертах вместе с Квартетом Хельмесбергера, 17 ноября 1850 г. был участником премьерного исполнения струнного квинтета до мажор D. 956 Франца Шуберта.
Автор многочисленных камерных сочинений для своего инструмента.